# Edmund Krasicki
Edmund Konrad Ignacy Antoni Józef Krasicki z Siecina herbu Rogala (ur. 25 listopada 1808 w Bachórzcu, zm. 24 grudnia 1894 w Lisku) – polski hrabia, oficer, właściciel ziemski.

## Życiorys

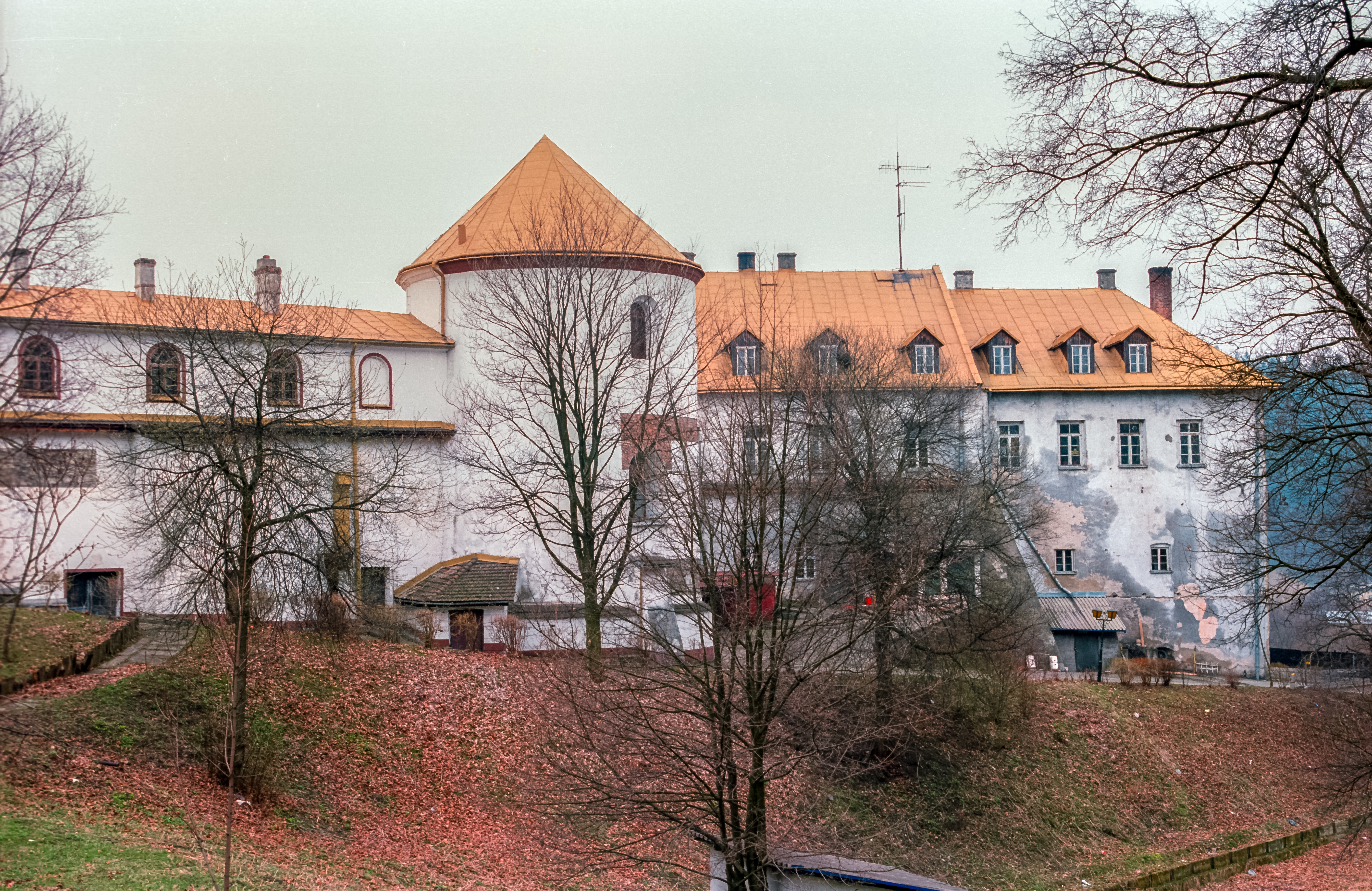
Zamek w Lesku

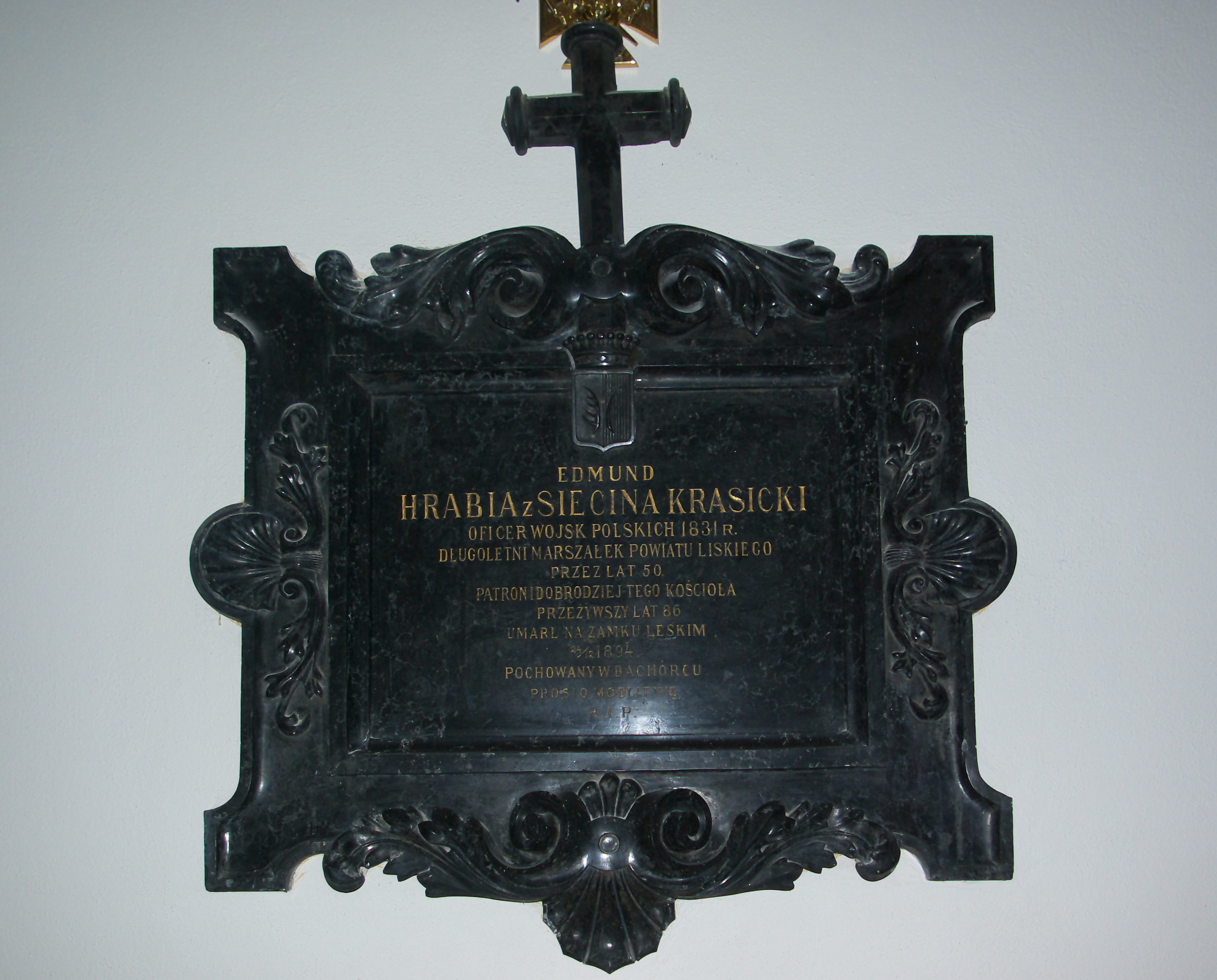
Epitafium Edmunda Krasickiego w kościele leskim

Edmund Konrad Ignacy Antoni Józef Krasicki z Siecina urodził się 25 listopada 1808 w Bachórzcu. Był synem gen. Franciszka Ksawerego Krasickiego (1774–1844) i Julii Teresy Wandalin-Mniszech (1777–1845). Miał brata Ksawerego (ur. 1800 lub 1802, zm. 1843, nie założył rodziny). Legitymował się tytułem hrabiego Świętego Cesarstwa Rzymskiego.
Po wybuchu powstania listopadowego udał się do Warszawy, wstąpił do korpusu artylerii Wojsk Polskich i służył jako kanonier w 4 baterii lekkokonnej (w składzie Brygady Artylerii Lekkokonnej) pod dowództwem mjr. Józefa Bema. Służył w stolicy. Pełnił stanowisko bombardiera granatów sześciofuntowych, dokonując zniszczeń po stronie wroga. Rozkazem z 10 sierpnia 1831 mianowany podporucznikiem i przeniesiony do 5 Pułku Strzelców Konnych, w szeregach którego dotrwał do końca powstania (według innych źródeł był porucznikiem w szeregach 5 Pułku Szwoleżerów). Po jego upadku przeszedł z armią pod Górznem do Prus 6 października 1831. W latach 70. był pomysłodawcą spisania pamiętników z czasu powstania listopadowego byłych uczestników, Wincentego Ścibora-Rylskiego, Tymona Bala, Mikołaja Korwina. Swoje przeżycia powstańcze spisał w zeszycie zatytułowanym Moje wspomnienia z 1830-31 r., przechowywanym na zamku leskim.
W grudniu 1831 powrócił do majątku rodziców w Lisku. Po śmierci ojca objął tamtejsze gospodarstwo wraz z zamkiem leskim oraz odziedziczył inne dobra. Został dziedzicem majątków rodzinnych: Bachórzec (od około 1838 do lat 70.), Lisko (uprzednio właścicielem Liska był jego ojciec, figurujący jako Franz Krasicki, od około 1848 do lat 90. i Posada Liska (od około 1856 do lat 90.),  Poraż (od około 1848 do lat 90.), a poza tym Bachońce (około 1853-1855), Bezmiechowa Dolna, Choceń, Huzele, Kalnica Niżna (w drugiej połowie lat 50. i w 60. w Szematyzmach wymieniany jako właściciel Kalnicy Górnej, prawdopodobnie zamiennie z Berezniackimi/Brześciańskimi,) Kamionki, Łukawica, Manasterzec z Podsobieniem, Podbukowina, Połchowa koło Bachórzca, Postołów i Postołowska Wola, Przedmieście, Serednie Wielkie, Słonne, Sukowate, Weremień i Łączki.
Podczas Wiosny Ludów w stopniu kapitana zorganizował w Lesku kompanię Gwardii Narodowej i dokonał jej uzbrojenia w karabiny skałkowe. Po wybuchu powstania styczniowego organizował pomoc, gromadzenie funduszy i broni. Wyprawił z Bachórca do walk późniejszych uczestników tej insurekcji.
Był członkiem Stanów Galicyjskich z grona magnatów. Był członkiem Wydziału Krajowego (Landesausschuss) w grupie stanu panów w gronie hrabiów w latach od około 1839 do około 1861. Jako właściciel Liska z przyległościami w 1873 był wyborcą uprawnionym do wyboru posła na Sejm Krajowy Galicji z większych posiadłości w okręgu wyborczym Sanok. Był członkiem Rady c. k. powiatu liskiego, w 1867 wybrany jako reprezentant grupy większych posiadłości, od tego czasu sprawował stanowisko prezesa wydziału powiatowego (określanego niekiedy marszałkiem), około 1870 ponownie wybrany, tym razem z grupy gmin wiejskich, pozostawał prezesem wydziału przez około 10 kolejnych lat (ponownie wybrany w 1874), ponownie w 1877. Następnie, od około 1881 do około 1890 pozostawał tylko członkiem rady, wybierany w tym dziesięcioleciu z grupy gmin wiejskich.
30 czerwca 1847 został mianowany czynnym członkiem Galicyjskiego Towarzystwa Gospodarskiego i pozostawał nim w kolejnych latach oraz należał do oddziałów GTG: sanocko-lisko-brzozowsko-krośnieńskiego w latach 70. do około 1885 i następnie do sanocko-lisko-krośnieńskiego do końca życia. Od około 1871 do około 1882 był prezesem (przełożonym) wydziału okręgowego w Lisku Galicyjskiego Towarzystwa Kredytowego Ziemskiego.
W dniu 19 września 1880 na stacji kolejowej Lesko Łukawica witał podróżującego po Galicji cesarza Austrii Franciszka Józefa I.
9 lutego 1836 we Lwowie jego żoną została Maria Aniela Brzostowska z Brzostowa herbu Strzemię (1816-1903, córka podpułkownika wojsk polskich Michała Brzostowskiego z Mołotkowa i Konstancji z Krasickich herbu Rogala z Liska; dziedziczka dóbr Stratyn (w tym tamtejszy zamek), Białozórka, Bobulińce, Kujdanóws). Ich dziećmi byli Michał (1836-1917), Maria (1837-1855), Ignacy (1839-1924), Stanisław (1842-1887, właściciel dóbr Stratyn, nie założył rodziny).
Był patronem (kolatorem) kościoła Nawiedzenia Najświętszej Maryi Panny w Lesku. Wspierał ludność wiejską. Za życia uważano go za patriotę i miłośnika ludu. Pod koniec życia 6 listopada 1893 dokonał zapisów (legatów) testamentowych, w których rozporządził swym majątkiem na szereg celów społecznych na rzecz Liska i okolicznych wsi, w tym miejscowych włościan i oficjalistów, m.in. polecił utworzyć kasy pożyczkowe dla niezamożnych gospodarzy religii rzymskokatolickiej pod nazwą „Kasa lub fundacja pożyczkowa polska imienia Tadeusza Kościuszki”. Był znajomym Zygmunta Kaczkowskiego, który m.in. podjął spisanie jego nekrologu. Zarządcą dóbr hrabiego Edmunda Krasickiego był Julian Smólski (powstaniec styczniowy, zm. 1898 w Kalnicy w wieku 57 lat).
Edmund Krasicki zmarł w Wigilię Świąt Bożego Narodzenia 24 grudnia 1894 w Lisku w wieku 87 lat. Został pochowany w tym mieście. Edmund i Maria Aniela Krasiccy zostali upamiętnieni osobnymi epitafiami, ustanowionymi w kościele w Lesku. Według inskrypcji na nich umieszczonych oboje zostali pochowani w Bachórzcu.
Jego wnukiem był August Krasicki, który poświęcił mu swój Dziennik z kampanji rosyjskiej Krasickiego Augusta, porucznika w Sztabie Komendy Polskich Legjonów 1914-1916, spisywany podczas służby w szeregach Legionów Polskich (wyd. 1934).

## Odznaczenia
- Krzyż Wielki Orderu św. Grzegorza Wielkiego (1886, przyznany przez papieża Leona XIII)[5][14]
- Według Andrzeja Potockiego został odznaczony Orderem Virtuti Militari za udział w powstaniu listopadowym[139], czego nie potwierdziła publikacja pt. Xsięga pamiątkowa w 50-letnią rocznicę powstania roku 1830 zawierająca spis imienny dowódzców i sztabs-oficerów, tudzież oficerów, podoficerów i żołnierzy Armii Polskiej w tymż roku Krzyżem Wojskowym „Virtuti Militari” ozdobionych[140].